# (12693) 1989 EZ
1989 إي زد (ويعرف أيضًا باسم (12693) 1989 إي زد وفق تسمية الكوكب الصغير) (بالإنجليزية: 1989 EZ)‏ هو كويكب ضمن حزام الكويكبات؛ وترتيبه 12693 من حيث الاكتشاف.
اكتُشف هذا الجُرم الفلكي بواسطة Yoshiaki Oshima ‏ في 9 مارس 1989.

## وصلات خارجية
- (12693) 1989 EZ في قاعدة بيانات مختبر الدفع النفاث لأجرام النظام الشمسي الصغيرة

- الاكتشاف · مخطط المدار ·  العناصر المدارية · المعلمات المادية

- (12693) 1989 EZ على موقع ويكي سكاي: DSS2, SDSS, GALEX, IRAS, Hydrogen α, X-Ray, Astrophoto, Sky Map, Articles and images